# Заваље
Заваље је насељено мјесто у општини Бихаћ, Федерација Босне и Херцеговине, БиХ.

## Историја
Заваље је било гранична утврђење у Лици послије протјеривања Турака 1791. године. Уз утврђење испод планине Пљешевице насељавали се становници средишње Лике. Убрзо се село развило и постала подручна капела жупе Кореница, да би 1796. постала жупа. Најприје је изграђена дрвена црква, коју су Турци спалили 1816. године. Послије је изграђена нова зидана црква посвећена Св. Фрањи Асишком. Село је добило и основну школу 1836, a телеграф 1874. године. Такође 1884. изграђен је и водовод са два бунара који и данас постоје.
Село, a касније и жупа, припадало је Сењско-модрушкој бискупији, затим Ријечко-сењској надбискупији, данас припада новооснованој Госпићко-сењској бискупији. Административно, општина Заваље припадала је срезу Кореници све до 1947. године. Те године су НР БиХ је дата сва села која су припадала општини Заваље, осим села Мелиновац.
Становници жупе Заваља (Велики и Мали Скочај, Међудражје, Заваље, Мали и Велики Баљевац) задржали су свој лички идентитет. Села Мали и Велики Баљевац су исељена због изградње војног аеродрома код Бихаћа.
Цијела жупа и општина страдала је и у Другом свјетском рату и у рату у Хрватској. Након операције Олуја народ се само делимично вратио.
Заваљчани, који су се педесетих година 20. вијека одселили у Загреб, основали су Личку изворну скупину „Пљешевица“, гдје се окупљају његујући личке пјесме и кола, те обнављају народну ношњу.

## Становништво
| Националност       | 1991. | 1981. | 1971. | 1961. |
| Хрвати             | 165   |       |       |       |
| Срби               | 7     |       |       |       |
| Југословени        | 6     |       |       |       |
| остали и непознато |       |       |       |       |
| Укупно             | 178   | '     | '     | '     |

| Демографија | Демографија | Демографија |
| Година      | Становника  | Становника  |
| ----------- | ----------- | ----------- |
| 1961.       | 474         |             |
| 1971.       | 372         |             |
| 1981.       | 284         |             |
| 1991.       | 178         |             |